# Endrőc
Endrőc es un pueblo ubicado en el distrito de Szigetvár, en el condado de Baranya, Hungría.

## Superficie
Posee una superficie de 11,33 kilómetros cuadrados.

## Demografía
Hasta 2019 la población era de 351 habitantes, con una densidad de población de 30,98 habitantes por kilómetro cuadrado.